# Tini (álbum)
TINI (Martina Stoessel) é o primeiro álbum solo da cantora argentina TINI, que também inclui músicas do filme Tini: Depois de Violetta. O primeiro single do álbum, "Siempre Brillarás", e sua versão em inglês, "Born to Shine", foram lançados em 25 de março de 2016. O álbum estava disponível para pré-encomenda a partir dessa data. Foi lançado em 29 de abril de 2016. O álbum estreou no Top 10 do World Wide Albums Charts e no Top 5 do iTunes Brazilian Chart, e sendo o único álbum debut de uma argentina a alcançar essas posições, recebeu certificação de ouro na Argentina, Polônia e Austria; e entre abril a junho do mesmo ano vendeu mais de 100 mil cópias em todo o mundo. Ao total, Ele alcançou primeiro lugar na Argentina e também alcançou altas posições de pico em outros países.

## Antecedentes e produção
Devido ao sucesso mundial da telessérie Violetta no canal da Disney na Argenitna, em 21 de agosto de 2015, foi revelado que TINI assinou um contrato com a gravadora Hollywood Records para começar a trabalhar em seu primeiro álbum solo. Após a conclusão da turnê musical Violetta Live após a última temporada da série, TINI brevemente mudou-se para Los Angeles para gravar seu álbum com os produtores e compositores ao longo de três meses, de janeiro a março de 2016.
Em 17 de junho, 2016, uma versão do álbum que contém as canções espanholas dos dois discos e uma faixa adicional, uma versão bilingue, em espanhol e inglês de "Siempre brillarás", foi lançada.
Em 14 de outubro de 2016, uma edição deluxe do álbum contendo as músicas do primeiro disco e duas faixas adicionais, as versões em língua espanhola das respectivas canções "Great Escape" e "Got Me Started", "Yo Me Escaparé" (que já havia sido lançada como single anterior) e "Ya No Que Hay Nadie Nos Pare" (feat. Sebastián Yatra), foi liberado.

## Vídeos musicais
O vídeo da música para o primeiro single do álbum, "Siempre Brillarás", foi lançado em 25 de março de 2016. A versão em inglês, "Born to Shine", foi lançada duas semanas depois, no dia 8 de abril de 2016. Em 22 de abril, de 2016, uma semana antes do lançamento do álbum, o vídeo da música "Light Your Heart", realizado pela cantor mexicano e co-estrela de Violetta Jorge Blanco, foi liberado.
Em 29 de abril, 2016, no dia do lançamento do álbum, o vídeo da música "Yo te amo a ti", realizada em conjunto por TINI e Jorge Blanco, foi liberado. Em 6 de maio de 2016, o vídeo da música "Losing the Love" foi lançado. Em 8 de julho de 2016, o vídeo da música "Great Escape" foi lançado, com o modelo espanhol Pepe Barroso Silva.

## Críticas
Eduardo Slusarczuk do site Clarín publicou uma avaliação positiva dizendo que o álbum contém canções "que vão desde uma balada pop dançante, exibida com filtro eletrônico amigável, além da boa voz e uma correta interpretação da cantora, apoiada por uma equipe de compositores que é bem sucedida." Karen Matsumoto do Mikiki em uma avaliação positiva achou que o novo tom de voz de TINI fez o álbum ficar com um "ar" de Britney Spears.
No site 9xshare tem uma revisão menos favorável dizendo: "Eu não tenho certeza se TINI seria um boa popstar ou não. Ela definitivamente tem uma base de fãs muito sólida e com a Disney atrás eu tenho certeza que ela vai ter uma campanha álbum de estreia de sucesso, mas ela não é a intérprete mais forte. Vai ser interessante ver o quão longe ela pode tomar nessa rota popstar."
Jenny Morgan do Pop En Español premiou com 4 de 5 estrelas dizendo: "Quem gosta mesmo remotamente de Selena Gomez vai achar o álbum de TINI ao seu gosto. As linhas de música tendem a seguir o mesmo estilo. O álbum de TINI se sente completo com a maioria das faixas a serem canções pop com apenas algumas baladas para preencher algumas lacunas. Acho que a única falha para este álbum é que todas as músicas soam de modo muito semelhante. (...) Eu tinha que verificar para ver se uma canção foi repetida entre os discos, porque eu juro que eu tinha acabado de ouvir essa música."

## Lista de faixas

### Disco 1
| N.º | Título                   | Duração |  |
| 1.  | "All you gotta do"       | 3:22    |  |
| 2.  | "Great Escape"           | 4:07    |  |
| 3.  | "Still Standing"         | 3:20    |  |
| 4.  | "Got me Started"         | 3:31    |  |
| 5.  | "My stupid Heart"        | 3:38    |  |
| 6.  | "Don't cry for me"       | 4:02    |  |
| 7.  | "Finders Keepers"        | 3:12    |  |
| 8.  | "Handwritten"            | 3:55    |  |
| 9.  | "Sólo dime tu"           | 3:22    |  |
| 10. | "Sigo Adelante"          | 3:20    |  |
| 11. | "Si tu te vas"           | 3:38    |  |
| 12. | "Lo que tu alma escribe" | 3:55    |  |

### Disco 2
Trilha sonora do filme Tini: Depois de Violetta
| N.º | Título                                | Duração |  |
| 1.  | "Siempre Brillarás"                   | 3:00    |  |
| 2.  | "Se escapa tu amor"                   | 3:40    |  |
| 3.  | "Yo te amo a ti" (feat. Jorge Blanco) | 3:39    |  |
| 4.  | "Confía en mi"                        | 2:28    |  |
| 5.  | "Born to shine"                       | 3:00    |  |
| 6.  | "I want you" (feat. Jorge Blanco)     | 3:39    |  |
| 7.  | "Light your heart" (Jorge Blanco)     | 3:33    |  |
| 8.  | "Losing the love"                     | 3:41    |  |
| 9.  | "Siempre Brillarás (Acústico)"        | 1:34    |  |

### Versão em Espanhol
TINI (Martina Stoessel) (Spanish Version) 
| N.º | Título                                       | Duração |  |
| 1.  | "Solo dime tu"                               | 3:22    |  |
| 2.  | "Sigo Adelante"                              | 3:20    |  |
| 3.  | "Si tu te vas"                               | 3:38    |  |
| 4.  | "Lo que tu alma escribe"                     | 3:55    |  |
| 5.  | "Siempre Brillarás"                          | 3:00    |  |
| 6.  | "Se escapa tu amor"                          | 3:40    |  |
| 7.  | "Yo te amo a ti" (feat. Jorge Blanco)        | 3:39    |  |
| 8.  | "Confía en mi"                               | 2:28    |  |
| 9.  | "Siempre Brillarás (Acústico)"               | 1:34    |  |
| 10. | "Siempre Brillarás (Versão Espanhol/Inglês)" | 3:00    |  |

### Edição Deluxe
| N.º | Título                                                 | Duração |  |
| 1.  | "All you gotta do"                                     | 3:22    |  |
| 2.  | "Great Escape"                                         | 4:07    |  |
| 3.  | "Still Standing"                                       | 3:20    |  |
| 4.  | "Got me Started"                                       | 3:31    |  |
| 5.  | "My stupid Heart"                                      | 3:38    |  |
| 6.  | "Don't cry for me"                                     | 4:02    |  |
| 7.  | "Finders Keepers"                                      | 3:12    |  |
| 8.  | "Handwritten"                                          | 3:55    |  |
| 9.  | "Sólo dime tu"                                         | 3:22    |  |
| 10. | "Sigo Adelante"                                        | 3:20    |  |
| 11. | "Si tu te vas"                                         | 3:38    |  |
| 12. | "Lo que tu alma escribe"                               | 3:55    |  |
| 13. | "Yo me escaparé"                                       | 4:07    |  |
| 14. | "Ya no hay nadie que nos pare" (feat. Sebastián Yatra) | 3:31    |  |

## Charts e certificações

### Charts
| Paradas Musicais            | Posição |
| --------------------------- | ------- |
| Alemanha (BVMI)             | 6       |
| Argentina (CAPIF)           | 1       |
| Áustria (Ö3 Austria)        | 3       |
| Bélgica (Ultratop Flanders) | 17      |
| Bélgica (Ultratop Wallonia) | 25      |
| Espanha (PROMUSICAE)        | 12      |
| França (SNEP)               | 13      |
| Holanda (MegaCharts)        | 44      |
| Hungria (MAHASZ)            | 11      |
| Itália (FIMI)               | 6       |
| Polônia (ZPAV)              | 9       |
| Portugal (AFP)              | 21      |
| Suiça (Schweizer Hitparade) | 37      |

### Certificações
| País                   | Certificação | Certificed Units/Vendas |
| ---------------------- | ------------ | ----------------------- |
| Áustria (IFPI Austria) | Ouro         | 7,500^                  |
| Argentina (CAPIF)      | Ouro         | 20,000^                 |
| Polônia (ZPAV)         | Ouro         | 10,000^                 |